# Manuk
Manuk és una illa volcànica deshabitada situada al mar de Banda, a Indonèsia. Administrativament forma part de la regència de Maluku Tengah, província de Maluku.
Manuk significa ocell en diverses llengües austronèsies.

## Mont Manuk
El mont Manuk és un estratovolcà truncat de l'illa Manuk que s'eleva 257 metres sobre el nivell del mar. És el volcà més oriental de l'arc volcànic de Banda. No es coneixen erupcions històriques confirmades, tot i que hi ha un informe de 1874 on es veia sortir fum del cràter. Dins el cràter hi algunes fumaroles, d'on els comerciants xinesos n'extreien sofre.